# Lista över fornlämningar i Leksands kommun
Lista över fornlämningar i Leksands kommun är en förteckning av ett urval av de fornlämningar som finns i Leksands kommun.

## Leksand
| Namn                                | Lämningstyp                      | Tillkomsttid | Historisk indelning | Plats | Läge                 | ID-nr          | Bild                                      |
| ----------------------------------- | -------------------------------- | ------------ | ------------------- | ----- | -------------------- | -------------- | ----------------------------------------- |
| Leksand 30:1                        | Stensättning                     |              | Leksand, Dalarna    |       | 60.768967, 14.962843 | 10236000300001 | Ladda upp en bild av detta fornminne      |
| Leksand 40:1                        | Röse                             |              | Leksand, Dalarna    |       | 60.764975, 14.964543 | 10236000400001 | Ladda upp en bild av detta fornminne      |
| Leksand 99:1                        | Stensättning                     |              | Leksand, Dalarna    |       | 60.821819, 14.972776 | 10236000990001 | Ladda upp en bild av detta fornminne      |
| Leksand 102:1                       | Röse                             |              | Leksand, Dalarna    |       | 60.869009, 14.880794 | 10236001020001 | Ladda upp en bild av detta fornminne      |
| Leksand 102:2                       | Röse                             |              | Leksand, Dalarna    |       | 60.868758, 14.880840 | 10236001020002 | Ladda upp en bild av detta fornminne      |
| Leksand 102:3                       | Stensättning                     |              | Leksand, Dalarna    |       | 60.868438, 14.881386 | 10236001020003 | Ladda upp en bild av detta fornminne      |
| Leksand 128:1                       | Röse                             |              | Leksand, Dalarna    |       | 60.824918, 14.966719 | 10236001280001 | Ladda upp en bild av detta fornminne      |
| Leksand 128:2                       | Stensättning                     |              | Leksand, Dalarna    |       | 60.824976, 14.966179 | 10236001280002 | Ladda upp en bild av detta fornminne      |
| Leksand 235:1                       | Röse                             |              | Leksand, Dalarna    |       | 60.659834, 15.036801 | 10236002350001 | Ladda upp en bild av detta fornminne      |
| Leksand 249:1                       | Stensättning                     |              | Leksand, Dalarna    |       | 60.658354, 14.948520 | 10236002490001 | Ladda upp en bild av detta fornminne      |
| Leksand 268:1                       | Hög                              |              | Leksand, Dalarna    |       | 60.619825, 15.010064 | 10236002680001 | Ladda upp en bild av detta fornminne      |
| Näsbodarna (Leksand 347:1)          | Fäbod                            |              | Leksand, Dalarna    |       | 60.578439, 14.895273 | 10236003470001 | Ladda upp en bild av detta fornminne      |
| Kånglan (Leksand 407:1)             | Fäbod                            |              | Leksand, Dalarna    |       | 60.701642, 15.186612 | 10236004070001 | Ladda upp en bild av detta fornminne      |
| Kångla (Leksand 408:1)              | Fäbod                            |              | Leksand, Dalarna    |       | 60.706396, 15.189361 | 10236004080001 | Ladda upp en bild av detta fornminne      |
| Kångla (Leksand 408:2)              | Fäbod                            |              | Leksand, Dalarna    |       | 60.706378, 15.186485 | 10236004080002 | Ladda upp en bild av detta fornminne      |
| Leksand 410:1                       | Röse                             |              | Leksand, Dalarna    |       | 60.861574, 14.896041 | 10236004100001 | Ladda upp en bild av detta fornminne      |
| Leksand 410:2                       | Stensättning                     |              | Leksand, Dalarna    |       | 60.861410, 14.896572 | 10236004100002 | Ladda upp en bild av detta fornminne      |
| Stor-Persbodarna (Leksand 433:1)    | Fäbod                            |              | Leksand, Dalarna    |       | 60.710385, 15.187952 | 10236004330001 | Ladda upp en bild av detta fornminne      |
| Kångla (Leksand 434:1)              | Fäbod                            |              | Leksand, Dalarna    |       | 60.706637, 15.183049 | 10236004340001 | Ladda upp en bild av detta fornminne      |
| Lissbjörken (Leksand 444:1)         | Fäbod                            |              | Leksand, Dalarna    |       | 60.724752, 15.199369 | 10236004440001 | Ladda upp en bild av detta fornminne      |
| Ånnbodarna (Leksand 445:1)          | Fäbod                            |              | Leksand, Dalarna    |       | 60.713296, 15.171164 | 10236004450001 | Ladda upp en bild av detta fornminne      |
| Brändor (Leksand 448:1)             | Fäbod                            |              | Leksand, Dalarna    |       | 60.728686, 15.169974 | 10236004480001 | Ladda upp en bild av detta fornminne      |
| Västra Balkbodarna (Leksand 457:1)  | Fäbod                            |              | Leksand, Dalarna    |       | 60.668830, 14.839867 | 10236004570001 | Ladda upp en bild av detta fornminne      |
| Västra Balkbodarna (Leksand 457:2)  | Fäbod                            |              | Leksand, Dalarna    |       | 60.670385, 14.842615 | 10236004570002 | Ladda upp en bild av detta fornminne      |
| Erik-Hansbodarna (Leksand 458:1)    | Fäbod                            |              | Leksand, Dalarna    |       | 60.701508, 14.921550 | 10236004580001 | Ladda upp en bild av detta fornminne      |
| Sångberget (Leksand 460:1)          | Fäbod                            |              | Leksand, Dalarna    |       | 60.591627, 14.803002 | 10236004600001 | Ladda upp en bild av detta fornminne      |
| Sångberget (Leksand 460:2)          | Fäbod                            |              | Leksand, Dalarna    |       | 60.592197, 14.802917 | 10236004600002 | Ladda upp en bild av detta fornminne      |
| Sångberget (Leksand 460:3)          | Fäbod                            |              | Leksand, Dalarna    |       | 60.592934, 14.805615 | 10236004600003 | Ladda upp en bild av detta fornminne      |
| Råbäck (Leksand 462:1)              | Fäbod                            |              | Leksand, Dalarna    |       | 60.710959, 14.827214 | 10236004620001 | Ladda upp en bild av detta fornminne      |
| Rältabodarna (Leksand 465:1)        | Fäbod                            |              | Leksand, Dalarna    |       | 60.590003, 14.883352 | 10236004650001 | Ladda upp en bild av detta fornminne      |
| Rältabodarna (Leksand 465:2)        | Fäbod                            |              | Leksand, Dalarna    |       | 60.590069, 14.881826 | 10236004650002 | Ladda upp en bild av detta fornminne      |
| Yxbodarna (Leksand 467:1)           | Fäbod                            |              | Leksand, Dalarna    |       | 60.703734, 14.848574 | 10236004670001 | Ladda upp en bild av detta fornminne      |
| Gränsberg (Leksand 472:1)           | Fäbod                            |              | Leksand, Dalarna    |       | 60.646328, 14.636810 | 10236004720001 | Ladda upp en bild av detta fornminne      |
| Dammbodarna (Leksand 473:1)         | Fäbod                            |              | Leksand, Dalarna    |       | 60.641081, 14.654058 | 10236004730001 | Ladda upp en bild av detta fornminne      |
| Draggåsen (Leksand 474:1)           | Fäbod                            |              | Leksand, Dalarna    |       | 60.654251, 14.661252 | 10236004740001 | Ladda upp en bild av detta fornminne      |
| Gyllingsberget (Leksand 494:1)      | Fäbod                            |              | Leksand, Dalarna    |       | 60.598216, 14.924544 | 10236004940001 | Ladda upp en bild av detta fornminne      |
| Gyllingsberget (Leksand 494:2)      | Fäbod                            |              | Leksand, Dalarna    |       | 60.598590, 14.926503 | 10236004940002 | Ladda upp en bild av detta fornminne      |
| Gyllingsberget (Leksand 494:3)      | Fäbod                            |              | Leksand, Dalarna    |       | 60.598191, 14.927835 | 10236004940003 | Ladda upp en bild av detta fornminne      |
| Gyllingsberget (Leksand 494:4)      | Fäbod                            |              | Leksand, Dalarna    |       | 60.595393, 14.924874 | 10236004940004 | Ladda upp en bild av detta fornminne      |
| Forsbodarna (Leksand 496:1)         | Fäbod                            |              | Leksand, Dalarna    |       | 60.555459, 14.889787 | 10236004960001 | Ladda upp en bild av detta fornminne      |
| Forsbodarna (Leksand 496:2)         | Fäbod                            |              | Leksand, Dalarna    |       | 60.556325, 14.889315 | 10236004960002 | Ladda upp en bild av detta fornminne      |
| Forsbodarna (Leksand 496:3)         | Fäbod                            |              | Leksand, Dalarna    |       | 60.556793, 14.889903 | 10236004960003 | Ladda upp en bild av detta fornminne      |
| Forsbodarna (Leksand 496:5)         | Fäbod                            |              | Leksand, Dalarna    |       | 60.559082, 14.883812 | 10236004960005 | Ladda upp en bild av detta fornminne      |
| Olarsbodarna (Leksand 497:1)        | Fäbod                            |              | Leksand, Dalarna    |       | 60.662856, 14.706578 | 10236004970001 | Ladda upp en bild av detta fornminne      |
| Jerkersbodarna (Leksand 498:1)      | Fäbod                            |              | Leksand, Dalarna    |       | 60.638052, 14.673127 | 10236004980001 | Ladda upp en bild av detta fornminne      |
| 1-4) Brändskog (Leksand 501:1)      | Fäbod                            |              | Leksand, Dalarna    |       | 60.698109, 14.774509 | 10236005010001 | Ladda upp en bild av detta fornminne      |
| 1-4) Brändskog (Leksand 501:2)      | Fäbod                            |              | Leksand, Dalarna    |       | 60.696304, 14.776524 | 10236005010002 | Ladda upp en bild av detta fornminne      |
| 1-4) Brändskog (Leksand 501:3)      | Fäbod                            |              | Leksand, Dalarna    |       | 60.695559, 14.774103 | 10236005010003 | Ladda upp en bild av detta fornminne      |
| 1-4) Brändskog (Leksand 501:4)      | Fäbod                            |              | Leksand, Dalarna    |       | 60.698811, 14.769127 | 10236005010004 | Ladda upp en bild av detta fornminne      |
| Kattbodarna (Leksand 504:1)         | Fäbod                            |              | Leksand, Dalarna    |       | 60.702799, 14.786631 | 10236005040001 | Ladda upp en bild av detta fornminne      |
| Östra Balkbodarna (Leksand 508:1)   | Fäbod                            |              | Leksand, Dalarna    |       | 60.667102, 14.853148 | 10236005080001 | Ladda upp en bild av detta fornminne      |
| Ljusbodarna (Leksand 513:1)         | Fäbod                            |              | Leksand, Dalarna    |       | 60.619202, 14.773105 | 10236005130001 | Ladda upp en bild av detta fornminne      |
| Ljusbodarna (Leksand 513:2)         | Fäbod                            |              | Leksand, Dalarna    |       | 60.616892, 14.771301 | 10236005130002 | Ladda upp en bild av detta fornminne      |
| Ljusbodarna (Leksand 513:3)         | Fäbod                            |              | Leksand, Dalarna    |       | 60.619181, 14.768424 | 10236005130003 | Ladda upp en bild av detta fornminne      |
| Ljusbodarna (Leksand 513:4)         | Fäbod                            |              | Leksand, Dalarna    |       | 60.619842, 14.767394 | 10236005130004 | Ladda upp en bild av detta fornminne      |
| Ljusbodarna (Leksand 513:6)         | Fäbod                            |              | Leksand, Dalarna    |       | 60.615364, 14.767799 | 10236005130006 | Ladda upp en bild av detta fornminne      |
| Ljusbodarna (Leksand 513:7)         | Fäbod                            |              | Leksand, Dalarna    |       | 60.613605, 14.772605 | 10236005130007 | Ladda upp en bild av detta fornminne      |
| Ljusbodarna (Leksand 513:8)         | Fäbod                            |              | Leksand, Dalarna    |       | 60.611017, 14.771178 | 10236005130008 | Ladda upp en bild av detta fornminne      |
| Nålberg (Leksand 515:1)             | Fäbod                            |              | Leksand, Dalarna    |       | 60.660319, 14.875533 | 10236005150001 | Ladda upp en bild av detta fornminne      |
| Nålberg (Leksand 515:2)             | Fäbod                            |              | Leksand, Dalarna    |       | 60.659232, 14.872823 | 10236005150002 | Ladda upp en bild av detta fornminne      |
| Nålberg (Leksand 515:3)             | Fäbod                            |              | Leksand, Dalarna    |       | 60.653130, 14.878413 | 10236005150003 | Ladda upp en bild av detta fornminne      |
| Nålberg (Leksand 515:4)             | Fäbod                            |              | Leksand, Dalarna    |       | 60.653375, 14.881405 | 10236005150004 | Ladda upp en bild av detta fornminne      |
| Ollasbodarna (Leksand 516:1)        | Fäbod                            |              | Leksand, Dalarna    |       | 60.618922, 14.652864 | 10236005160001 | Ladda upp en bild av detta fornminne      |
| Ingersbodarna (Leksand 517:1)       | Fäbod                            |              | Leksand, Dalarna    |       | 60.610695, 14.644671 | 10236005170001 | Ladda upp en bild av detta fornminne      |
| Ingersbodarna (Leksand 517:2)       | Fäbod                            |              | Leksand, Dalarna    |       | 60.611505, 14.641926 | 10236005170002 | Ladda upp en bild av detta fornminne      |
| Dammsveden (Leksand 518:1)          | Fäbod                            |              | Leksand, Dalarna    |       | 60.609534, 14.635218 | 10236005180001 | Ladda upp en bild av detta fornminne      |
| Dammsveden (Leksand 518:2)          | Fäbod                            |              | Leksand, Dalarna    |       | 60.610247, 14.633122 | 10236005180002 | Ladda upp en bild av detta fornminne      |
| Matsbodarna (Leksand 537:1)         | Fäbod                            |              | Leksand, Dalarna    |       | 60.584436, 14.840764 | 10236005370001 | Ladda upp en bild av detta fornminne      |
| Matsbodarna (Leksand 537:2)         | Fäbod                            |              | Leksand, Dalarna    |       | 60.585385, 14.842699 | 10236005370002 | Ladda upp en bild av detta fornminne      |
| Stor-Persbodarna (Leksand 557:1)    | Fäbod                            |              | Leksand, Dalarna    |       | 60.711533, 15.183661 | 10236005570001 | Ladda upp en bild av detta fornminne      |
| Kångla (Leksand 558:1)              | Fäbod                            |              | Leksand, Dalarna    |       | 60.708301, 15.183046 | 10236005580001 | Ladda upp en bild av detta fornminne      |
| Skallskog (Leksand 681:1)           | Fäbod                            |              | Leksand, Dalarna    |       | 60.685159, 14.779576 | 10236006810001 | Ladda upp en bild av detta fornminne      |
| Skallskog (Leksand 681:2)           | Fäbod                            |              | Leksand, Dalarna    |       | 60.684294, 14.780963 | 10236006810002 | Ladda upp en bild av detta fornminne      |
| Skallskog (Leksand 681:3)           | Fäbod                            |              | Leksand, Dalarna    |       | 60.684322, 14.782629 | 10236006810003 | Ladda upp en bild av detta fornminne      |
| Skallskog (Leksand 681:4)           | Fäbod                            |              | Leksand, Dalarna    |       | 60.683409, 14.781448 | 10236006810004 | Ladda upp en bild av detta fornminne      |
| Skallskog (Leksand 681:5)           | Fäbod                            |              | Leksand, Dalarna    |       | 60.680215, 14.785405 | 10236006810005 | Ladda upp en bild av detta fornminne      |
| Dammskog (Leksand 682:1)            | Fäbod                            |              | Leksand, Dalarna    |       | 60.675302, 14.784903 | 10236006820001 | Ladda upp en bild av detta fornminne      |
| Dammskog (Leksand 682:2)            | Fäbod                            |              | Leksand, Dalarna    |       | 60.674481, 14.785569 | 10236006820002 | Ladda upp en bild av detta fornminne      |
| Dammskog (Leksand 682:3)            | Fäbod                            |              | Leksand, Dalarna    |       | 60.673438, 14.786033 | 10236006820003 | Ladda upp en bild av detta fornminne      |
| Dammskog (Leksand 682:4)            | Fäbod                            |              | Leksand, Dalarna    |       | 60.672908, 14.784728 | 10236006820004 | Ladda upp en bild av detta fornminne      |
| Granberg (Leksand 690:1)            | Fäbod                            |              | Leksand, Dalarna    |       | 60.712637, 14.884259 | 10236006900001 | Ladda upp en bild av detta fornminne      |
| Granberg (Leksand 690:2)            | Fäbod                            |              | Leksand, Dalarna    |       | 60.712979, 14.883719 | 10236006900002 | Ladda upp en bild av detta fornminne      |
| Granberg (Leksand 690:4)            | Fäbod                            |              | Leksand, Dalarna    |       | 60.714782, 14.886060 | 10236006900004 | Ladda upp en bild av detta fornminne      |
| Granberg (Leksand 690:5)            | Fäbod                            |              | Leksand, Dalarna    |       | 60.713347, 14.900090 | 10236006900005 | Ladda upp en bild av detta fornminne      |
| Lindbodarna (Leksand 691:1)         | Fäbod                            |              | Leksand, Dalarna    |       | 60.672412, 14.868829 | 10236006910001 | Ladda upp en bild av detta fornminne      |
| Lindbodarna (Leksand 691:2)         | Fäbod                            |              | Leksand, Dalarna    |       | 60.673821, 14.869511 | 10236006910002 | Ladda upp en bild av detta fornminne      |
| Skinnaråsen (Leksand 701:1)         | Fäbod                            |              | Leksand, Dalarna    |       | 60.629238, 14.797874 | 10236007010001 | Ladda upp en bild av detta fornminne      |
| Skinnaråsen (Leksand 701:2)         | Fäbod                            |              | Leksand, Dalarna    |       | 60.629035, 14.796581 | 10236007010002 | Ladda upp en bild av detta fornminne      |
| Baggbodarna (Leksand 754:1)         | Fäbod                            |              | Leksand, Dalarna    |       | 60.590071, 14.550641 | 10236007540001 | Ladda upp en bild av detta fornminne      |
| Leksand 758:1                       | Röse                             |              | Leksand, Dalarna    |       | 60.799969, 14.732614 | 10236007580001 | Ladda upp en bild av detta fornminne      |
| Leksand 761:1                       | Röse                             |              | Leksand, Dalarna    |       | 60.831609, 14.877577 | 10236007610001 | Ladda upp en bild av detta fornminne      |
| Leksand 761:2                       | Stensättning                     |              | Leksand, Dalarna    |       | 60.831603, 14.877688 | 10236007610002 | Ladda upp en bild av detta fornminne      |
| Leksand 761:3                       | Stensättning                     |              | Leksand, Dalarna    |       | 60.831651, 14.877837 | 10236007610003 | Ladda upp en bild av detta fornminne      |
| Leksand 762:1                       | Röse                             |              | Leksand, Dalarna    |       | 60.830013, 14.877079 | 10236007620001 | Ladda upp en bild av detta fornminne      |
| Fågelholmen (Leksand 763:1)         | Röse                             |              | Leksand, Dalarna    |       | 60.815897, 14.708101 | 10236007630001 | Ladda upp en bild av detta fornminne      |
| Mon (Leksand 784:1)                 | Fäbod                            |              | Leksand, Dalarna    |       | 60.765232, 15.006980 | 10236007840001 | Ladda upp en bild av detta fornminne      |
| Mon (Leksand 784:2)                 | Fäbod                            |              | Leksand, Dalarna    |       | 60.763948, 15.010322 | 10236007840002 | Ladda upp en till bild av detta fornminne |
| Mon (Leksand 784:3)                 | Fäbod                            |              | Leksand, Dalarna    |       | 60.763519, 15.013271 | 10236007840003 | Ladda upp en till bild av detta fornminne |
| Åsleden (Leksand 791:1)             | Fäbod                            |              | Leksand, Dalarna    |       | 60.756805, 15.059336 | 10236007910001 | Ladda upp en bild av detta fornminne      |
| Åsleden (Leksand 791:2)             | Fäbod                            |              | Leksand, Dalarna    |       | 60.755848, 15.059754 | 10236007910002 | Ladda upp en bild av detta fornminne      |
| Åsleden (Leksand 791:3)             | Fäbod                            |              | Leksand, Dalarna    |       | 60.755058, 15.059213 | 10236007910003 | Ladda upp en bild av detta fornminne      |
| Åsleden (Leksand 791:4)             | Fäbod                            |              | Leksand, Dalarna    |       | 60.752954, 15.060886 | 10236007910004 | Ladda upp en bild av detta fornminne      |
| Åsleden (Leksand 791:5)             | Fäbod                            |              | Leksand, Dalarna    |       | 60.749985, 15.059845 | 10236007910005 | Ladda upp en bild av detta fornminne      |
| Björkberg (Leksand 824:1)           | Fäbod                            |              | Leksand, Dalarna    |       | 60.769494, 15.077153 | 10236008240001 | Ladda upp en bild av detta fornminne      |
| Björkberg (Leksand 824:2)           | Fäbod                            |              | Leksand, Dalarna    |       | 60.767483, 15.077744 | 10236008240002 | Ladda upp en bild av detta fornminne      |
| Björkberg (Leksand 824:3)           | Fäbod                            |              | Leksand, Dalarna    |       | 60.769852, 15.075135 | 10236008240003 | Ladda upp en bild av detta fornminne      |
| Böle (Leksand 825:1)                | Fäbod                            |              | Leksand, Dalarna    |       | 60.768368, 15.137495 | 10236008250001 | Ladda upp en bild av detta fornminne      |
| Böle (Leksand 825:2)                | Fäbod                            |              | Leksand, Dalarna    |       | 60.768578, 15.138733 | 10236008250002 | Ladda upp en bild av detta fornminne      |
| Böle (Leksand 825:3)                | Fäbod                            |              | Leksand, Dalarna    |       | 60.768030, 15.138833 | 10236008250003 | Ladda upp en bild av detta fornminne      |
| Böle (Leksand 825:4)                | Fäbod                            |              | Leksand, Dalarna    |       | 60.767539, 15.137763 | 10236008250004 | Ladda upp en bild av detta fornminne      |
| Böle (Leksand 825:5)                | Fäbod                            |              | Leksand, Dalarna    |       | 60.766322, 15.137102 | 10236008250005 | Ladda upp en bild av detta fornminne      |
| Fallsbjörken (Leksand 834:1)        | Fäbod                            |              | Leksand, Dalarna    |       | 60.763877, 15.163587 | 10236008340001 | Ladda upp en bild av detta fornminne      |
| Sjös Moberg (Leksand 853:1)         | Fäbod                            |              | Leksand, Dalarna    |       | 60.732045, 15.216728 | 10236008530001 | Ladda upp en bild av detta fornminne      |
| Ersbodarna (Leksand 858:1)          | Fäbod                            |              | Leksand, Dalarna    |       | 60.757374, 15.248443 | 10236008580001 | Ladda upp en bild av detta fornminne      |
| Masesbodarna (Leksand 859:1)        | Fäbod                            |              | Leksand, Dalarna    |       | 60.762304, 15.216657 | 10236008590001 | Ladda upp en bild av detta fornminne      |
| Stor Moberg (Leksand 860:2)         | Fäbod                            |              | Leksand, Dalarna    |       | 60.736994, 15.208643 | 10236008600002 | Ladda upp en bild av detta fornminne      |
| Stor Moberg (Leksand 860:3)         | Fäbod                            |              | Leksand, Dalarna    |       | 60.737225, 15.210355 | 10236008600003 | Ladda upp en bild av detta fornminne      |
| Leksand 862:1                       | Kvarn                            |              | Leksand, Dalarna    |       | 60.751805, 15.264017 | 10236008620001 | Ladda upp en bild av detta fornminne      |
| Leksand 865:1                       | Kvarn                            |              | Leksand, Dalarna    |       | 60.746717, 15.261212 | 10236008650001 | Ladda upp en bild av detta fornminne      |
| Björkbergsbodarna (Leksand 879:1)   | Fäbod                            |              | Leksand, Dalarna    |       | 60.812445, 15.436540 | 10236008790001 | Ladda upp en bild av detta fornminne      |
| Knubben (Leksand 882:1)             | Fäbod                            |              | Leksand, Dalarna    |       | 60.813178, 15.487114 | 10236008820001 | Ladda upp en bild av detta fornminne      |
| Västra Gansåsen (Leksand 884:1)     | Fäbod                            |              | Leksand, Dalarna    |       | 60.842307, 15.375492 | 10236008840001 | Ladda upp en bild av detta fornminne      |
| Västra Gansåsen (Leksand 884:2)     | Fäbod                            |              | Leksand, Dalarna    |       | 60.838523, 15.376679 | 10236008840002 | Ladda upp en bild av detta fornminne      |
| Västra Gansåsen (Leksand 884:3)     | Fäbod                            |              | Leksand, Dalarna    |       | 60.837039, 15.379635 | 10236008840003 | Ladda upp en bild av detta fornminne      |
| Östra Gansåsen (Leksand 885:2)      | Fäbod                            |              | Leksand, Dalarna    |       | 60.844740, 15.401576 | 10236008850002 | Ladda upp en bild av detta fornminne      |
| Heden (Leksand 886:1)               | Fäbod                            |              | Leksand, Dalarna    |       | 60.820607, 15.301441 | 10236008860001 | Ladda upp en bild av detta fornminne      |
| Middagsbodarna (Leksand 889:2)      | Fäbod                            |              | Leksand, Dalarna    |       | 60.806995, 15.245247 | 10236008890002 | Ladda upp en bild av detta fornminne      |
| Middagsbodarna (Leksand 889:3)      | Fäbod                            |              | Leksand, Dalarna    |       | 60.806457, 15.241437 | 10236008890003 | Ladda upp en bild av detta fornminne      |
| Middagsbodarna (Leksand 889:4)      | Fäbod                            |              | Leksand, Dalarna    |       | 60.804191, 15.242557 | 10236008890004 | Ladda upp en bild av detta fornminne      |
| Leksand 905:1                       | Begravningsplats                 |              | Leksand, Dalarna    |       | 60.731208, 14.982091 | 10236009050001 | Ladda upp en till bild av detta fornminne |
| Leksand 907:1                       | Stensättning                     |              | Leksand, Dalarna    |       | 60.758986, 14.967106 | 10236009070001 | Ladda upp en bild av detta fornminne      |
| Leksand 907:2                       | Stensättning                     |              | Leksand, Dalarna    |       | 60.759197, 14.967276 | 10236009070002 | Ladda upp en bild av detta fornminne      |
| Leksand 960:1                       | Ristning, medeltid/historisk tid |              | Leksand, Dalarna    |       | 60.719811, 15.128426 | 10236009600001 | Ladda upp en bild av detta fornminne      |
| Leksand 991:1                       | Ristning, medeltid/historisk tid |              | Leksand, Dalarna    |       | 60.730693, 15.229017 | 10236009910001 | Ladda upp en bild av detta fornminne      |
| Leksand 998                         | Ristning, medeltid/historisk tid |              | Leksand, Dalarna    |       | 60.637738, 14.577110 | 12000000006073 | Ladda upp en bild av detta fornminne      |
| Leksand 1004                        | Husgrund, historisk tid          |              | Leksand, Dalarna    |       | 60.720779, 15.207304 | 12000000020669 | Ladda upp en bild av detta fornminne      |
| Leksand 1009                        | Husgrund, historisk tid          |              | Leksand, Dalarna    |       | 60.711862, 15.212104 | 12000000020715 | Ladda upp en bild av detta fornminne      |
| Leksand 1012                        | Husgrund, historisk tid          |              | Leksand, Dalarna    |       | 60.710324, 15.213433 | 12000000020718 | Ladda upp en bild av detta fornminne      |
| Leksand 1021                        | Husgrund, historisk tid          |              | Leksand, Dalarna    |       | 60.706666, 15.226650 | 12000000020727 | Ladda upp en bild av detta fornminne      |
| Leksand 1024                        | Husgrund, historisk tid          |              | Leksand, Dalarna    |       | 60.727989, 15.214152 | 12000000020795 | Ladda upp en bild av detta fornminne      |
| Leksand 1030                        | Husgrund, historisk tid          |              | Leksand, Dalarna    |       | 60.724990, 15.215765 | 12000000020801 | Ladda upp en bild av detta fornminne      |
| Leksand 1035                        | Husgrund, historisk tid          |              | Leksand, Dalarna    |       | 60.716270, 15.224773 | 12000000020806 | Ladda upp en bild av detta fornminne      |
| Leksand 1037                        | Husgrund, historisk tid          |              | Leksand, Dalarna    |       | 60.713719, 15.224361 | 12000000020808 | Ladda upp en bild av detta fornminne      |
| Leksand 1040                        | Husgrund, historisk tid          |              | Leksand, Dalarna    |       | 60.730286, 15.236744 | 12000000020825 | Ladda upp en bild av detta fornminne      |
| Leksand 1042                        | Husgrund, historisk tid          |              | Leksand, Dalarna    |       | 60.727050, 15.223039 | 12000000020827 | Ladda upp en bild av detta fornminne      |
| Leksand 1052                        | Husgrund, historisk tid          |              | Leksand, Dalarna    |       | 60.727674, 15.218006 | 12000000020837 | Ladda upp en bild av detta fornminne      |
| Leksand 1055                        | Husgrund, historisk tid          |              | Leksand, Dalarna    |       | 60.729356, 15.248104 | 12000000020840 | Ladda upp en bild av detta fornminne      |
| Långsvedjans fäbodar (Bjursås 55:1) | Fäbod                            |              | Leksand, Dalarna    |       | 60.860436, 15.579563 | 10234200550001 | Ladda upp en bild av detta fornminne      |
| Leksand 1056                        | Husgrund, historisk tid          |              | Leksand, Dalarna    |       | 60.726537, 15.218522 | 12000000020841 | Ladda upp en bild av detta fornminne      |
| Leksand 1058                        | Husgrund, historisk tid          |              | Leksand, Dalarna    |       | 60.718776, 15.252904 | 12000000020858 | Ladda upp en bild av detta fornminne      |
| Leksand 1061                        | Husgrund, historisk tid          |              | Leksand, Dalarna    |       | 60.719762, 15.233284 | 12000000020861 | Ladda upp en bild av detta fornminne      |
| Leksand 1063                        | Husgrund, historisk tid          |              | Leksand, Dalarna    |       | 60.717691, 15.242316 | 12000000020863 | Ladda upp en bild av detta fornminne      |
| Leksand 1067                        | Husgrund, historisk tid          |              | Leksand, Dalarna    |       | 60.717897, 15.237580 | 12000000020867 | Ladda upp en bild av detta fornminne      |
| Leksand 1083                        | Husgrund, historisk tid          |              | Leksand, Dalarna    |       | 60.712045, 15.248606 | 12000000020945 | Ladda upp en bild av detta fornminne      |
| Vatta (Bjursås 85:1)                | Fäbod                            |              | Leksand, Dalarna    |       | 60.831868, 15.493846 | 10234200850001 | Ladda upp en bild av detta fornminne      |
| Leksand 1087                        | Husgrund, historisk tid          |              | Leksand, Dalarna    |       | 60.710983, 15.237158 | 12000000020949 | Ladda upp en bild av detta fornminne      |
| Leksand 1092                        | Husgrund, historisk tid          |              | Leksand, Dalarna    |       | 60.709325, 15.235613 | 12000000020954 | Ladda upp en bild av detta fornminne      |
| Leksand 1093                        | Husgrund, historisk tid          |              | Leksand, Dalarna    |       | 60.712717, 15.250334 | 12000000020955 | Ladda upp en bild av detta fornminne      |
| Leksand 1095                        | Husgrund, historisk tid          |              | Leksand, Dalarna    |       | 60.714658, 15.253213 | 12000000020957 | Ladda upp en bild av detta fornminne      |
| Leksand 1096                        | Husgrund, historisk tid          |              | Leksand, Dalarna    |       | 60.715497, 15.239112 | 12000000020958 | Ladda upp en bild av detta fornminne      |
| Leksand 1107                        | Husgrund, historisk tid          |              | Leksand, Dalarna    |       | 60.700577, 15.219600 | 12000000020987 | Ladda upp en bild av detta fornminne      |
| Leksand 1109                        | Husgrund, historisk tid          |              | Leksand, Dalarna    |       | 60.702664, 15.220661 | 12000000020989 | Ladda upp en bild av detta fornminne      |
| Leksand 1114                        | Husgrund, historisk tid          |              | Leksand, Dalarna    |       | 60.707563, 15.239142 | 12000000020994 | Ladda upp en bild av detta fornminne      |
| Leksand 1117                        | Husgrund, historisk tid          |              | Leksand, Dalarna    |       | 60.705317, 15.240848 | 12000000020997 | Ladda upp en bild av detta fornminne      |
| Leksand 1120                        | Husgrund, historisk tid          |              | Leksand, Dalarna    |       | 60.705628, 15.235697 | 12000000021000 | Ladda upp en bild av detta fornminne      |
| Leksand 1125                        | Husgrund, historisk tid          |              | Leksand, Dalarna    |       | 60.705544, 15.237126 | 12000000021005 | Ladda upp en bild av detta fornminne      |
| Leksand 1129                        | Husgrund, historisk tid          |              | Leksand, Dalarna    |       | 60.704939, 15.221626 | 12000000021009 | Ladda upp en bild av detta fornminne      |
| Rapp-Amerika (Leksand 1142)         | Fäbod                            |              | Leksand, Dalarna    |       | 60.770228, 15.005441 | 12000000061409 | Ladda upp en bild av detta fornminne      |
| Leksand 1143                        | Ristning, medeltid/historisk tid |              | Leksand, Dalarna    |       | 60.699144, 15.146546 | 12000000061521 | Ladda upp en bild av detta fornminne      |
| Leksand 1174                        | Fäbod                            |              | Leksand, Dalarna    |       | 60.797103, 15.361070 | 12000000071881 | Ladda upp en bild av detta fornminne      |
| Leksand 1184                        | Fäbod                            |              | Leksand, Dalarna    |       | 60.798086, 15.287213 | 12000000073025 | Ladda upp en bild av detta fornminne      |
| Leksand 1188                        | Fäbod                            |              | Leksand, Dalarna    |       | 60.798837, 15.284129 | 12000000073033 | Ladda upp en bild av detta fornminne      |
| Leksand 1204                        | Fäbod                            |              | Leksand, Dalarna    |       | 60.797272, 15.278816 | 12000000073063 | Ladda upp en bild av detta fornminne      |
| Leksand 1208                        | Fäbod                            |              | Leksand, Dalarna    |       | 60.798159, 15.277849 | 12000000073070 | Ladda upp en bild av detta fornminne      |
| Leksand 1210                        | Fäbod                            |              | Leksand, Dalarna    |       | 60.797720, 15.288274 | 12000000073072 | Ladda upp en bild av detta fornminne      |
| Leksand 1211                        | Husgrund, historisk tid          |              | Leksand, Dalarna    |       | 60.778579, 15.272132 | 12000000073077 | Ladda upp en bild av detta fornminne      |
| Leksand 1222                        | Fäbod                            |              | Leksand, Dalarna    |       | 60.779577, 15.271895 | 12000000073104 | Ladda upp en bild av detta fornminne      |
| Leksand 1232                        | Husgrund, historisk tid          |              | Leksand, Dalarna    |       | 60.662919, 14.793905 | 12000000073145 | Ladda upp en bild av detta fornminne      |
| Leksand 1233                        | Fäbod                            |              | Leksand, Dalarna    |       | 60.674913, 14.786158 | 12000000073146 | Ladda upp en bild av detta fornminne      |
| Leksand 1247                        | Husgrund, historisk tid          |              | Leksand, Dalarna    |       | 60.868857, 15.522356 | 12000000074438 | Ladda upp en bild av detta fornminne      |
| Leksand 1248                        | Fäbod                            |              | Leksand, Dalarna    |       | 60.869983, 15.522303 | 12000000074439 | Ladda upp en bild av detta fornminne      |
| Leksand 1249                        | Fäbod                            |              | Leksand, Dalarna    |       | 60.870849, 15.519829 | 12000000074440 | Ladda upp en bild av detta fornminne      |
| Leksand 1250                        | Fäbod                            |              | Leksand, Dalarna    |       | 60.869985, 15.519351 | 12000000074441 | Ladda upp en bild av detta fornminne      |
| Gärsbodarna (Leksand 1251)          | Fäbod                            |              | Leksand, Dalarna    |       | 60.868652, 15.520181 | 12000000074442 | Ladda upp en bild av detta fornminne      |
| Leksand 1279                        | Fäbod                            |              | Leksand, Dalarna    |       | 60.799055, 15.280590 | 12000000074912 | Ladda upp en bild av detta fornminne      |
| Leksand 1280                        | Fäbod                            |              | Leksand, Dalarna    |       | 60.791342, 15.290093 | 12000000074913 | Ladda upp en bild av detta fornminne      |
| Leksand 1281                        | Fäbod                            |              | Leksand, Dalarna    |       | 60.796653, 15.280517 | 12000000074914 | Ladda upp en bild av detta fornminne      |
| Leksand 1282                        | Fäbod                            |              | Leksand, Dalarna    |       | 60.790879, 15.287875 | 12000000074915 | Ladda upp en bild av detta fornminne      |
| Leksand 1283                        | Fäbod                            |              | Leksand, Dalarna    |       | 60.796176, 15.357705 | 12000000074916 | Ladda upp en bild av detta fornminne      |
| Leksand 1284                        | Fäbod                            |              | Leksand, Dalarna    |       | 60.789900, 15.287588 | 12000000074917 | Ladda upp en bild av detta fornminne      |
| Leksand 1285                        | Fäbod                            |              | Leksand, Dalarna    |       | 60.799102, 15.362151 | 12000000074918 | Ladda upp en bild av detta fornminne      |
| Leksand 1286                        | Fäbod                            |              | Leksand, Dalarna    |       | 60.800226, 15.362702 | 12000000074919 | Ladda upp en bild av detta fornminne      |
| Leksand 1342                        | Husgrund, historisk tid          |              | Leksand, Dalarna    |       | 60.794229, 15.337548 | 12000000075506 | Ladda upp en bild av detta fornminne      |
| Leksand 1346                        | Fäbod                            |              | Leksand, Dalarna    |       | 60.789134, 15.336826 | 12000000075510 | Ladda upp en bild av detta fornminne      |
| Leksand 1354                        | Fäbod                            |              | Leksand, Dalarna    |       | 60.786847, 15.338604 | 12000000075522 | Ladda upp en bild av detta fornminne      |
| Leksand 1358                        | Fäbod                            |              | Leksand, Dalarna    |       | 60.790727, 15.340545 | 12000000075526 | Ladda upp en bild av detta fornminne      |
| Leksand 1361                        | Fäbod                            |              | Leksand, Dalarna    |       | 60.787793, 15.338636 | 12000000075529 | Ladda upp en bild av detta fornminne      |
| Leksand 1415                        | Fäbod                            |              | Leksand, Dalarna    |       | 60.773081, 15.327577 | 12000000076801 | Ladda upp en bild av detta fornminne      |
| Leksand 1417                        | Fäbod                            |              | Leksand, Dalarna    |       | 60.772749, 15.328236 | 12000000076803 | Ladda upp en bild av detta fornminne      |
| Leksand 1420                        | Fäbod                            |              | Leksand, Dalarna    |       | 60.772563, 15.327023 | 12000000076811 | Ladda upp en bild av detta fornminne      |
| Leksand 1428                        | Fäbod                            |              | Leksand, Dalarna    |       | 60.774492, 15.326668 | 12000000076832 | Ladda upp en bild av detta fornminne      |
| Leksand 1429                        | Fäbod                            |              | Leksand, Dalarna    |       | 60.776516, 15.327781 | 12000000076833 | Ladda upp en bild av detta fornminne      |
| Leksand 1441                        | Fäbod                            |              | Leksand, Dalarna    |       | 60.763770, 15.165378 | 12000000077097 | Ladda upp en bild av detta fornminne      |
| Leksand 1457                        | Fäbod                            |              | Leksand, Dalarna    |       | 60.804426, 15.240969 | 12000000078934 | Ladda upp en bild av detta fornminne      |
| Leksand 1458                        | Fäbod                            |              | Leksand, Dalarna    |       | 60.804928, 15.241086 | 12000000078935 | Ladda upp en bild av detta fornminne      |
| Leksand 1460                        | Fäbod                            |              | Leksand, Dalarna    |       | 60.805005, 15.241803 | 12000000078940 | Ladda upp en bild av detta fornminne      |
| Leksand 1486                        | Fäbod                            |              | Leksand, Dalarna    |       | 60.805559, 15.242604 | 12000000078990 | Ladda upp en bild av detta fornminne      |
| Leksand 1511                        | Husgrund, historisk tid          |              | Leksand, Dalarna    |       | 60.732588, 15.178782 | 12000000083135 | Ladda upp en bild av detta fornminne      |
| Leksand 1515                        | Fäbod                            |              | Leksand, Dalarna    |       | 60.734436, 15.185971 | 12000000083141 | Ladda upp en bild av detta fornminne      |
| Erik NilsBo (Leksand 1518)          | Fäbod                            |              | Leksand, Dalarna    |       | 60.732544, 15.278086 | 12000000083146 | Ladda upp en bild av detta fornminne      |
| Leksand 1520                        | Fäbod                            |              | Leksand, Dalarna    |       | 60.714341, 15.174203 | 12000000083151 | Ladda upp en bild av detta fornminne      |
| Leksand 1527                        | Fäbod                            |              | Leksand, Dalarna    |       | 60.783960, 15.094863 | 12000000083168 | Ladda upp en bild av detta fornminne      |
| Leksand 1550                        | Fäbod                            |              | Leksand, Dalarna    |       | 60.710019, 15.170187 | 12000000097731 | Ladda upp en bild av detta fornminne      |
| Leksand 1591                        | Ristning, medeltid/historisk tid |              | Leksand, Dalarna    |       | 60.716692, 15.178986 | 12000000098062 | Ladda upp en bild av detta fornminne      |
| Leksand 1600                        | Ristning, medeltid/historisk tid |              | Leksand, Dalarna    |       | 60.717525, 15.176771 | 12000000098078 | Ladda upp en bild av detta fornminne      |
| Leksand 1607                        | Ristning, medeltid/historisk tid |              | Leksand, Dalarna    |       | 60.720686, 15.222861 | 12000000098188 | Ladda upp en bild av detta fornminne      |
| Leksand 1636                        | Fäbod                            |              | Leksand, Dalarna    |       | 60.844280, 15.393920 | 12000000098571 | Ladda upp en bild av detta fornminne      |
| Leksand 1637                        | Fäbod                            |              | Leksand, Dalarna    |       | 60.845430, 15.395872 | 12000000098572 | Ladda upp en bild av detta fornminne      |
| Leksand 1643                        | Fäbod                            |              | Leksand, Dalarna    |       | 60.708624, 15.271111 | 12000000098587 | Ladda upp en bild av detta fornminne      |
| Leksand 1653                        | Fäbod                            |              | Leksand, Dalarna    |       | 60.747730, 15.259673 | 12000000098686 | Ladda upp en bild av detta fornminne      |
| Leksand 1654                        | Fäbod                            |              | Leksand, Dalarna    |       | 60.744681, 15.259614 | 12000000098687 | Ladda upp en bild av detta fornminne      |
| Trollbacken (Leksand 1657)          | Fäbod                            |              | Leksand, Dalarna    |       | 60.746901, 15.273766 | 12000000098694 | Ladda upp en bild av detta fornminne      |
| Leksand 1669                        | Fäbod                            |              | Leksand, Dalarna    |       | 60.743070, 15.258019 | 12000000098713 | Ladda upp en bild av detta fornminne      |
| Leksand 1671                        | Fäbod                            |              | Leksand, Dalarna    |       | 60.748840, 15.257455 | 12000000098715 | Ladda upp en bild av detta fornminne      |
| Leksand 1673                        | Fäbod                            |              | Leksand, Dalarna    |       | 60.746984, 15.259704 | 12000000098717 | Ladda upp en bild av detta fornminne      |
| Leksand 1675                        | Fäbod                            |              | Leksand, Dalarna    |       | 60.729629, 15.258840 | 12000000098720 | Ladda upp en bild av detta fornminne      |
| Leksand 1684                        | Ristning, medeltid/historisk tid |              | Leksand, Dalarna    |       | 60.754350, 15.108896 | 12000000102039 | Ladda upp en bild av detta fornminne      |
| Leksand 1715                        | Husgrund, historisk tid          |              | Leksand, Dalarna    |       | 60.730373, 15.180331 | 12000000103510 | Ladda upp en bild av detta fornminne      |
| Leksand 1738                        | Ristning, medeltid/historisk tid |              | Leksand, Dalarna    |       | 60.727995, 15.202573 | 12000000104729 | Ladda upp en bild av detta fornminne      |
| Leksand 1753                        | Fäbod                            |              | Leksand, Dalarna    |       | 60.727748, 15.174749 | 12000000105154 | Ladda upp en bild av detta fornminne      |
| Leksand 1758                        | Fäbod                            |              | Leksand, Dalarna    |       | 60.728086, 15.172823 | 12000000105167 | Ladda upp en bild av detta fornminne      |
| Leksand 1763                        | Husgrund, historisk tid          |              | Leksand, Dalarna    |       | 60.729406, 15.167318 | 12000000105176 | Ladda upp en bild av detta fornminne      |
| Leksand 1771                        | Fäbod                            |              | Leksand, Dalarna    |       | 60.727340, 15.173005 | 12000000105188 | Ladda upp en bild av detta fornminne      |
| Leksand 1793                        | Husgrund, historisk tid          |              | Leksand, Dalarna    |       | 60.728834, 15.168957 | 12000000106361 | Ladda upp en bild av detta fornminne      |
| Leksand 1802                        | Fäbod                            |              | Leksand, Dalarna    |       | 60.728949, 15.168627 | 12000000106384 | Ladda upp en bild av detta fornminne      |
| Leksand 1803                        | Fäbod                            |              | Leksand, Dalarna    |       | 60.730246, 15.170081 | 12000000106385 | Ladda upp en bild av detta fornminne      |
| Leksand 1810                        | Fäbod                            |              | Leksand, Dalarna    |       | 60.733405, 15.186513 | 12000000106678 | Ladda upp en bild av detta fornminne      |
| Leksand 1838                        | Fäbod                            |              | Leksand, Dalarna    |       | 60.723091, 15.232759 | 12000000107649 | Ladda upp en bild av detta fornminne      |
| Leksand 1878                        | Fäbod                            |              | Leksand, Dalarna    |       | 60.714246, 15.206518 | 12000000107745 | Ladda upp en bild av detta fornminne      |
| Leksand 1881                        | Husgrund, historisk tid          |              | Leksand, Dalarna    |       | 60.723467, 15.235920 | 12000000107752 | Ladda upp en bild av detta fornminne      |
| Leksand 1942                        | Fäbod                            |              | Leksand, Dalarna    |       | 60.688503, 14.791866 | 12000000108485 | Ladda upp en bild av detta fornminne      |
| Leksand 1944                        | Husgrund, historisk tid          |              | Leksand, Dalarna    |       | 60.688649, 14.791525 | 12000000108487 | Ladda upp en bild av detta fornminne      |
| Leksand 1969                        | Fäbod                            |              | Leksand, Dalarna    |       | 60.694442, 14.777792 | 12000000108619 | Ladda upp en bild av detta fornminne      |
| Leksand 1989                        | Husgrund, historisk tid          |              | Leksand, Dalarna    |       | 60.696101, 14.769654 | 12000000108877 | Ladda upp en bild av detta fornminne      |
| Leksand 2003                        | Husgrund, historisk tid          |              | Leksand, Dalarna    |       | 60.683029, 14.783152 | 12000000109068 | Ladda upp en bild av detta fornminne      |
| Leksand 2004                        | Husgrund, historisk tid          |              | Leksand, Dalarna    |       | 60.680398, 14.786259 | 12000000109069 | Ladda upp en bild av detta fornminne      |
| Leksand 2011                        | Fäbod                            |              | Leksand, Dalarna    |       | 60.685980, 14.780551 | 12000000109078 | Ladda upp en bild av detta fornminne      |
| Leksand 2013                        | Husgrund, historisk tid          |              | Leksand, Dalarna    |       | 60.685979, 14.781262 | 12000000109080 | Ladda upp en bild av detta fornminne      |
| Leksand 2014                        | Husgrund, historisk tid          |              | Leksand, Dalarna    |       | 60.683701, 14.782038 | 12000000109081 | Ladda upp en bild av detta fornminne      |
| Leksand 2026                        | Husgrund, historisk tid          |              | Leksand, Dalarna    |       | 60.684676, 14.779427 | 12000000109099 | Ladda upp en bild av detta fornminne      |
| Leksand 2029                        | Fäbod                            |              | Leksand, Dalarna    |       | 60.682711, 14.784183 | 12000000109209 | Ladda upp en bild av detta fornminne      |
| Leksand 2052                        | Husgrund, historisk tid          |              | Leksand, Dalarna    |       | 60.682965, 14.784452 | 12000000109247 | Ladda upp en bild av detta fornminne      |
| Leksand 2064                        | Husgrund, historisk tid          |              | Leksand, Dalarna    |       | 60.681890, 14.784195 | 12000000109314 | Ladda upp en bild av detta fornminne      |
| Leksand 2088                        | Fäbod                            |              | Leksand, Dalarna    |       | 60.686591, 14.778810 | 12000000109365 | Ladda upp en bild av detta fornminne      |
| Leksand 2126                        | Husgrund, historisk tid          |              | Leksand, Dalarna    |       | 60.720918, 15.126002 | 12000000114655 | Ladda upp en bild av detta fornminne      |
| Leksand 2190                        | Husgrund, historisk tid          |              | Leksand, Dalarna    |       | 60.721497, 15.219659 | 12000000120670 | Ladda upp en bild av detta fornminne      |
| Leksand 2195                        | Fäbod                            |              | Leksand, Dalarna    |       | 60.721673, 15.220910 | 12000000120683 | Ladda upp en bild av detta fornminne      |
| Leksand 2197                        | Fäbod                            |              | Leksand, Dalarna    |       | 60.714146, 15.217347 | 12000000120709 | Ladda upp en bild av detta fornminne      |
| Leksand 2202                        | Husgrund, historisk tid          |              | Leksand, Dalarna    |       | 60.725836, 15.177122 | 12000000120738 | Ladda upp en bild av detta fornminne      |
| Leksand 2205                        | Fäbod                            |              | Leksand, Dalarna    |       | 60.726219, 15.176454 | 12000000120749 | Ladda upp en bild av detta fornminne      |
| Leksand 2207                        | Fäbod                            |              | Leksand, Dalarna    |       | 60.726685, 15.175133 | 12000000120754 | Ladda upp en bild av detta fornminne      |
| Leksand 2210                        | Fäbod                            |              | Leksand, Dalarna    |       | 60.725999, 15.175084 | 12000000120761 | Ladda upp en bild av detta fornminne      |
| Leksand 2216                        | Fäbod                            |              | Leksand, Dalarna    |       | 60.724361, 15.197595 | 12000000120776 | Ladda upp en bild av detta fornminne      |
| Leksand 2219                        | Fäbod                            |              | Leksand, Dalarna    |       | 60.722459, 15.200143 | 12000000120781 | Ladda upp en bild av detta fornminne      |
| Leksand 2220                        | Fäbod                            |              | Leksand, Dalarna    |       | 60.715736, 15.191716 | 12000000120833 | Ladda upp en bild av detta fornminne      |
| Leksand 2221                        | Fäbod                            |              | Leksand, Dalarna    |       | 60.729397, 15.229522 | 12000000120834 | Ladda upp en bild av detta fornminne      |
| Leksand 2233                        | Fäbod                            |              | Leksand, Dalarna    |       | 60.732302, 15.181614 | 12000000120892 | Ladda upp en bild av detta fornminne      |
| Leksand 2244                        | Fäbod                            |              | Leksand, Dalarna    |       | 60.734605, 15.207063 | 12000000121044 | Ladda upp en bild av detta fornminne      |
| Leksand 2246                        | Fäbod                            |              | Leksand, Dalarna    |       | 60.733969, 15.197784 | 12000000121075 | Ladda upp en bild av detta fornminne      |
| Leksand 2251                        | Fäbod                            |              | Leksand, Dalarna    |       | 60.753336, 15.110056 | 12000000121147 | Ladda upp en bild av detta fornminne      |
| Leksand 2254                        | Fäbod                            |              | Leksand, Dalarna    |       | 60.754838, 15.107448 | 12000000121152 | Ladda upp en bild av detta fornminne      |
| Leksand 2267                        | Fäbod                            |              | Leksand, Dalarna    |       | 60.765651, 15.135644 | 12000000121233 | Ladda upp en bild av detta fornminne      |
| Leksand 2276                        | Husgrund, historisk tid          |              | Leksand, Dalarna    |       | 60.766907, 15.138300 | 12000000121256 | Ladda upp en bild av detta fornminne      |
| Leksand 2278                        | Husgrund, historisk tid          |              | Leksand, Dalarna    |       | 60.768997, 15.137852 | 12000000121260 | Ladda upp en bild av detta fornminne      |

## Siljansnäs
| Namn            | Lämningstyp  | Tillkomsttid | Historisk indelning | Plats | Läge                 | ID-nr          | Bild                                 |
| --------------- | ------------ | ------------ | ------------------- | ----- | -------------------- | -------------- | ------------------------------------ |
| Siljansnäs 56:1 | Stensättning |              | Siljansnäs, Dalarna |       | 60.826491, 14.882423 | 10237200560001 | Ladda upp en bild av detta fornminne |
| Siljansnäs 56:2 | Stensättning |              | Siljansnäs, Dalarna |       | 60.826517, 14.882245 | 10237200560002 | Ladda upp en bild av detta fornminne |
| Siljansnäs 62:1 | Gravfält     |              | Siljansnäs, Dalarna |       | 60.763103, 14.899582 | 10237200620001 | Ladda upp en bild av detta fornminne |
| Siljansnäs 63:1 | Stensättning |              | Siljansnäs, Dalarna |       | 60.764254, 14.897693 | 10237200630001 | Ladda upp en bild av detta fornminne |
| Siljansnäs 63:2 | Stensättning |              | Siljansnäs, Dalarna |       | 60.764087, 14.898373 | 10237200630002 | Ladda upp en bild av detta fornminne |
| Siljansnäs 69:1 | Röse         |              | Siljansnäs, Dalarna |       | 60.764696, 14.896860 | 10237200690001 | Ladda upp en bild av detta fornminne |
| Siljansnäs 69:2 | Stensättning |              | Siljansnäs, Dalarna |       | 60.764827, 14.896614 | 10237200690002 | Ladda upp en bild av detta fornminne |
| Siljansnäs 193  | Fäbod        |              | Siljansnäs, Dalarna |       | 60.687358, 14.680358 | 12000000071975 | Ladda upp en bild av detta fornminne |

## Ål
| Namn                                | Lämningstyp                      | Tillkomsttid | Historisk indelning | Plats | Läge                 | ID-nr          | Bild                                 |
| ----------------------------------- | -------------------------------- | ------------ | ------------------- | ----- | -------------------- | -------------- | ------------------------------------ |
| Ål 14:1                             | Hög                              |              | Ål, Dalarna         |       | 60.685132, 15.120655 | 10239100140001 | Ladda upp en bild av detta fornminne |
| Ål 14:2                             | Hög                              |              | Ål, Dalarna         |       | 60.684840, 15.121266 | 10239100140002 | Ladda upp en bild av detta fornminne |
| Ål 61:1                             | Hög                              |              | Ål, Dalarna         |       | 60.682492, 15.137121 | 10239100610001 | Ladda upp en bild av detta fornminne |
| Torsångstäkten (Ål 170:1)           | Fäbod                            |              | Ål, Dalarna         |       | 60.674275, 15.398329 | 10239101700001 | Ladda upp en bild av detta fornminne |
| Sörskogs fäbodar, del av (Ål 175:1) | Fäbod                            |              | Ål, Dalarna         |       | 60.663942, 15.269065 | 10239101750001 | Ladda upp en bild av detta fornminne |
| Sörskogs Fäbodar (Ål 176:1)         | Fäbod                            |              | Ål, Dalarna         |       | 60.665234, 15.265167 | 10239101760001 | Ladda upp en bild av detta fornminne |
| Sörskogs Fäbodar (Ål 176:2)         | Fäbod                            |              | Ål, Dalarna         |       | 60.665280, 15.267555 | 10239101760002 | Ladda upp en bild av detta fornminne |
| Sörskogs Fäbodar (Ål 176:3)         | Fäbod                            |              | Ål, Dalarna         |       | 60.665308, 15.269089 | 10239101760003 | Ladda upp en bild av detta fornminne |
| Sörskogs Fäbodar (Ål 176:4)         | Fäbod                            |              | Ål, Dalarna         |       | 60.665544, 15.271200 | 10239101760004 | Ladda upp en bild av detta fornminne |
| Sörskogs Fäbodar (Ål 176:5)         | Fäbod                            |              | Ål, Dalarna         |       | 60.666789, 15.270422 | 10239101760005 | Ladda upp en bild av detta fornminne |
| Sörskogs fäbodar, del av (Ål 177:1) | Fäbod                            |              | Ål, Dalarna         |       | 60.669384, 15.274756 | 10239101770001 | Ladda upp en bild av detta fornminne |
| Prästbodarna (Ål 189:1)             | Fäbod                            |              | Ål, Dalarna         |       | 60.651405, 15.368239 | 10239101890001 | Ladda upp en bild av detta fornminne |
| Stutbodarna (Ål 205:1)              | Fäbod                            |              | Ål, Dalarna         |       | 60.657039, 15.343249 | 10239102050001 | Ladda upp en bild av detta fornminne |
| Roland (Ål 206:1)                   | Fäbod                            |              | Ål, Dalarna         |       | 60.654677, 15.340330 | 10239102060001 | Ladda upp en bild av detta fornminne |
| Ål 226:1                            | Ristning, medeltid/historisk tid |              | Ål, Dalarna         |       | 60.657101, 15.367379 | 10239102260001 | Ladda upp en bild av detta fornminne |
| Ål 232:1                            | Stridsvärn                       |              | Ål, Dalarna         |       | 60.672019, 15.085931 | 10239102320001 | Ladda upp en bild av detta fornminne |
| "de tre liggande hönorna" (Ål 294)  | Grav markerad av sten/block      |              | Ål, Dalarna         |       | 60.689372, 15.385451 | 12000000016680 | Ladda upp en bild av detta fornminne |
| "de tre liggande hönorna" (Ål 295)  | Grav markerad av sten/block      |              | Ål, Dalarna         |       | 60.689291, 15.385544 | 12000000016681 | Ladda upp en bild av detta fornminne |
| Lappgubbens grav (Ål 297)           | Grav markerad av sten/block      |              | Ål, Dalarna         |       | 60.675235, 15.411688 | 12000000016686 | Ladda upp en bild av detta fornminne |
| Ål 370                              | Grav övrig                       |              | Ål, Dalarna         |       | 60.684540, 15.088846 | 12000000080837 | Ladda upp en bild av detta fornminne |